# 尼卡·梅利亞

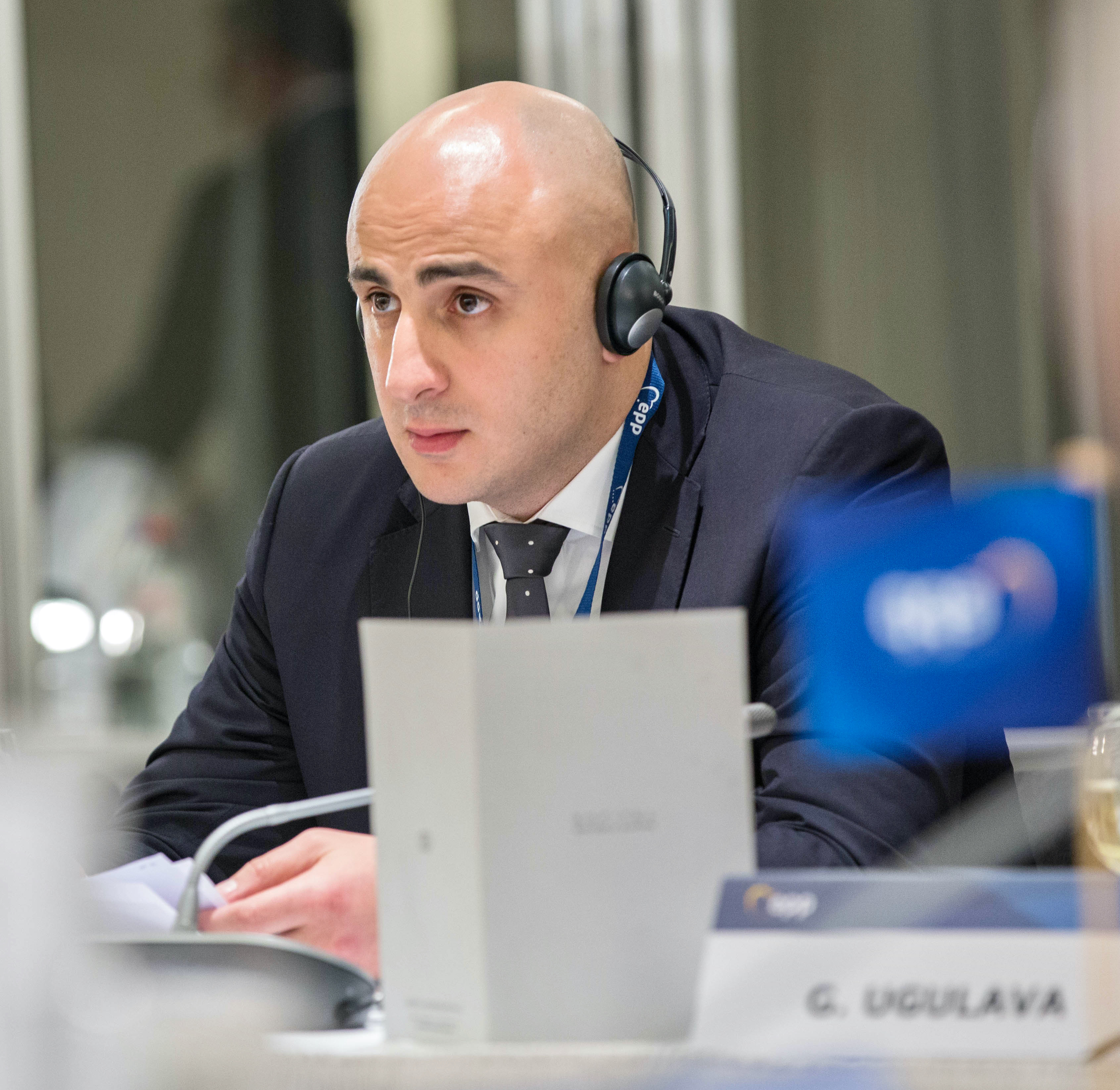

尼卡諾爾·“尼卡”·梅利亞（1979年12月21日—）是格魯吉亞政治家，曾任统一民族運動党主席，也是格鲁吉亚議會議員。在2016年到2019年，他是格鲁吉亚统一民族運動党的議會議員，此后席位被Badri Basishvili取代。他擁有牛津布魯克斯大學的國際關係硕士學位。
他是2019年6月20日至21日格魯吉亞在第比利斯舉行的抗議活動的组织者之一，该抗议活动试图冲击议会大楼，随后抗议活动被特种部队暴力驱散而告终。结果，梅莉亚被指控组织、管理或参与群体暴力。他於2019年6月被保釋。
他在2020年格鲁吉亚議會選舉中獲得第一名的反對派候選人，但因抵制選舉而沒有參加第二輪選舉。
2020年12月，格里戈爾·瓦沙澤辭職後，他當選為统一民族運動主席。